# Торочник лусконосний
Торочник лусконосний (Crossidium squamiferum) — вид мохів порядку потіальних (Pottiales).

## Поширення
Батьківщиною є Європа, пн. Африка, Північна Америка, Азія.

## Характеристика
Рослини 6–10 мм. Листки дельтоподібно-яйцеподібні, подовжено-яйцеподібні або ланцетні, 0,6–2 мм, краї від загнутих до прямих дистально, верхівка тупа або округла, зубчаста, з абаксіальними сосочками. Вид гоніоаутотичний. Коробочкові ніжки 5–20 мм. Коробочка від урново-короткоциліндричної до яйцювато-циліндричної, 1–2.7 мм. Спори кулясті, 9–22 мкм.